# 沢村栄治
沢村 栄治（さわむら えいじ、旧字体：澤村 榮治、1917年〈大正6年〉2月1日 - 1944年〈昭和19年〉12月2日）は、三重県出身のプロ野球選手（投手）。右投左打。

## 概要
日本プロ野球黎明期に伝説的な活躍を見せた不滅の大投手。1934年の日米野球では持ち前の快速球でベーブルースやルー・ゲーリックらメジャーリーグ選抜を手玉に取ったほか、二度の渡米遠征で活躍するなど、"スクールボーイ・サワムラ"として野球の本場アメリカでもその名を馳せた。
日本で職業野球が開始されると、巨人の初代エースとなり1936年の初優勝に大きく貢献。1937年春季には史上初の投手5冠に輝き、初代最高殊勲選手（MVP）を受賞した。のち、史上最多タイの3回のノーヒットノーランも達成している。
しかし、兵役で肩を痛めて快速球の威力は失われて1943年オフ（1944年始め）に解雇され、現役引退。三度目の応召となった1944年12月2日にフィリピンに向かう軍隊輸送船が沈没した際に戦死。戦後の1947年に功績が称えられて巨人の背番号14は初の永久欠番に指定される。また、記念として同年に設立された最も活躍した先発完投型投手に贈られるタイトル「沢村栄治賞」にその名を残している。1959年に野球殿堂入り。

## 経歴

### 生い立ち
1917年2月1日に三重県宇治山田市（現在の伊勢市）の青果商「小田屋」を営む沢村賢二・みち江夫婦の長男として生まれる。1923年、宇治山田市第六尋常高等小学校（1928年、明倫尋常高等小学校と改称。現在の伊勢市立明倫小学校）に入学。父の賢二も生来の野球好きだったが、沢村も小学校に入学するころから野球に興味を示すようになった。
1926年、4年生で小学校の野球チームの投手になるが、4年生にしてはずいぶん速い球を投げる、として地域では既に有名だったという。1927年、5年生でチームのエースになる。1929年、明倫尋常高等小学校高等科に進級。高等科2年次の1930年、明倫尋常高等小学校は三重県大会で優勝し、京都の岡崎公園で行われた全国大会では2回戦で和歌山高等小学校に敗れたが、沢村は1試合平均15三振を奪って一躍注目された。

### 甲子園での活躍

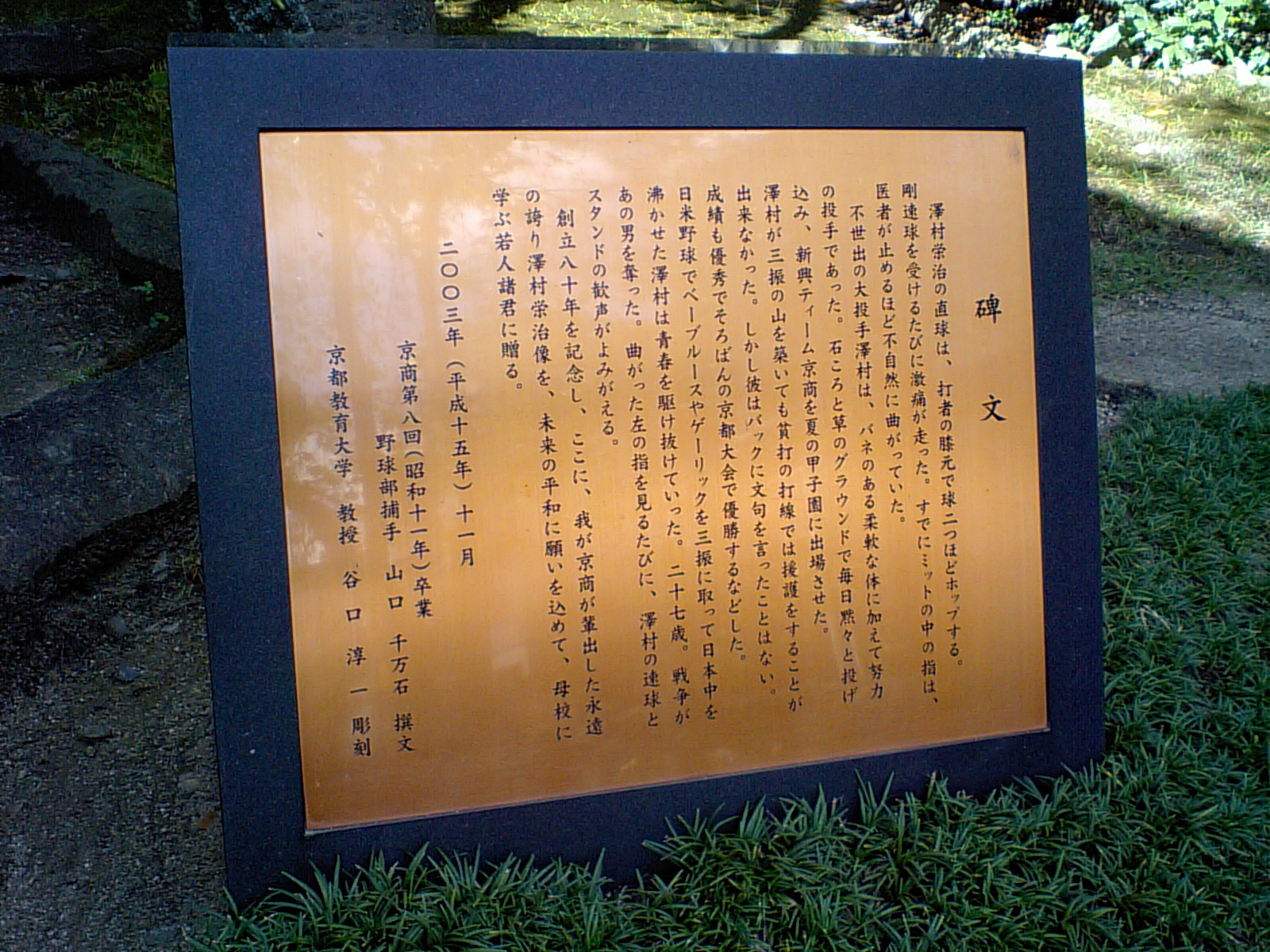
京都先端科学大学付属高等学校敷地内に建立されている沢村の像の碑文

同大会後、京都商業学校（現在の京都先端科学大学附属高等学校）に1年生として編入学し、同年4月に創部されたばかりの硬式野球部に入部する。3年次の1932年、同志社高商との練習試合で初登板、初勝利を挙げた。4年次の1933年、春の選抜でチームとして甲子園初出場を果たし、いきなり準々決勝まで進む。準々決勝では明石中の楠本保と投げ合うが、1-2で敗れた。同年夏は京津大会京都予選準々決勝で平安中に0-1で敗れた。
5年次の1934年は春・夏連続で甲子園に出場した。春は2回戦で明石中と再戦し中田武雄と投げ合うが、1-2とまたも惜敗を喫した。夏は京津大会京都予選準々決勝で京都一工に5-0で勝利した試合において27アウト中で23個もの三振を奪い、「ボールを当てた音だけでも聞かせてくれ」と相手チームの応援席から声が飛び、6回に打たれた初の内野ゴロに歓声が上がったという。準決勝で平安中に1-3で敗れたが、当時は滋賀予選上位2校と京都予選上位4校が京津大会へ進出できた時代で、京津大会準々決勝で膳所中に1-0、準決勝で京都一中に6-1、決勝で平安中に7-0で勝利し、京津代表の座を初めて掴んだ。甲子園では、藤村富美男を擁する呉港中と並んで優勝候補に挙げられるが、1回戦で鳥取一中に対して10三振・外野フライ0個に抑え込むも、序盤の不調を突かれ1-3で敗れる。鳥取一中は沢村攻略のため、打撃練習では投手が通常より1メートル手前から投げたとされる。また、同年秋に藤井寺球場で行われた市岡中との定期戦では、9回までに25三振を奪い、さらに延長16回日没コールドまでに36三振という記録を残している。
当時、沢村は慶應義塾体育会野球部の監督であった腰本寿から指導を受けて、右打ちから左打ちに転向している。腰本は沢村の打力に目を付け、将来慶応の四番を打たせるつもりであり、沢村自身も慶應義塾大学への進学を望んでいた。

### 全日本選抜としてメジャーリーガーと対決

草薙球場前に建立されている沢村の像

1934年11月に読売新聞社主催で日米野球が開催されることになり、メジャーリーグ選抜と対戦するための日本選抜チーム（正式名称は全日本代表野球チーム）が編成される。早稲田大学OBの三原脩・中島治康、法政大学OBの苅田久徳らかつて大学野球で活躍したメンバーが軒並み参加する中で、沢村はヴィクトル・スタルヒンとともに中等野球界からメンバーに選ばれる。日本選抜の編成を担当した読売新聞運動部長の市岡忠男（のちに大日本東京野球倶楽部専務取締役）は沢村の全日本選抜入りに際して、京都商の校舎と隣り合う等持院の住職である栂道節の仲介を得て、京都商の校長・辻本光楠と交渉するが、渡米経験のある辻本は沢村の全日本入りを快諾。市岡は沢村を指導していた腰本の了解も得て、沢村は支度金300円・月給120円で全日本入りが決まった。
なお、夏の甲子園大会終了後に沢村は京都商を中退しているが（現在の高校3年生に相当する年齢）、その理由は、野球部員による下級生への暴行事件が明るみに出て、連帯責任で甲子園出場が絶望的になったため、あるいは、学生野球とプロ野球との対戦を禁じる野球統制令により、学生の身分では日米野球に参加できなかったためともされる。
選抜チームでは、法政大学OBの捕手・倉信雄が試しに沢村に3球全力投球させてみた際、低いと思ってミットを下に出すと、投球がホップして肩口の上を抜けていってしまい、全てパスボールしてしまう。さらに、最初のレギュラー・バッティングでは、二出川・苅田・水原・山下・中島・久慈・三原・井野川・伊達といった並み居る大学野球出身のスタープレーヤたちを9者連続三振に打ち取ったという。
大会では5試合に登板（4先発）する。11月10日の第5戦（神宮球場）では先発するも12安打を浴び0-10で敗れる。しかし、11月20日の第9戦（草薙球場）で再び先発すると、6回まで2安打7三振の無失点に抑える。7回裏にルー・ゲーリッグにソロ本塁打を浴び0対1で敗れるが、メジャーリーグ選抜チームに対して8回で9三振を奪い、5安打1失点と好投した。試合後、全米の監督であったコニー・マックから「沢村をアメリカによこせ。18歳の彼を2,3年みっちりとファームで仕込んだらきっとメジャーで使える」と賞賛された。さらにコニー・マックから渡米の打診も受けるが、沢村は「行ってみたいが、こわいわ」と語っていた。また、この試合に随行していたスチュアート・ベルという記者は、すぐにアメリカへ向けて沢村のすごさを書き送ったことから、アメリカ中で沢村の名前は「スクールボーイ・サワムラ」として尊称されるようになったという。もっとも、この試合でベーブ・ルースは、沢村を賞賛する一方で、「丁度バッターボックスに入って投手に面すると太陽の光源が真正面に見えるのでまぶしくて仕方がなかった」とコメントしている。一方で、この試合のメジャーリーグ選抜の先発、アール・ホワイトヒルは左腕であり球の出所が沢村と違うため参考程度にしかならないが、9回3安打完封だった。また、全米エースのレフティ・ゴメスは「沢村の球速変化のないカーブでは、どんなに鋭く曲がってもメジャーの打者には打たれる。直球の方がよい、あのスピードで浮いてくるとちょっと打てない。だからベーブはみなにカーブを狙わせた」と評している。
次に、11月28日の第14戦（京都市設球場）に先発するが、沢村の投球の癖（カーブを投げる際に口を歪める）が研究されていたこともあって3回2/3を投げ8失点でノックアウトされる。また、12月1日の最終第16戦（宇都宮常設球場）でも先発するが、4回を投げ9失点でノックアウトと全く通用しなかった。結局、沢村は草薙球場の第9戦以外の4試合では0勝3敗･防御率10.65（20回2/3で33失点・24自責点）と全く振るわず、通算でも0勝4敗･防御率7.85（28回2/3で34失点25自責点）に終わっている。それでも、この年の日本選抜対メジャーリーグ選抜の試合が日本の0勝16敗に終わったこともあり、草薙球場での沢村の快投は現在でも日本で語り草となっている。

### 職業野球への参加
その年の暮れ、全日本チームを基礎とした職業野球チーム「大日本東京野球倶楽部」（現在の読売ジャイアンツ）が結成される（正式な設立は12月26日）。早速、読売新聞社の正力松太郎から入団の勧誘を受ける。正力は「一生面倒をみる」とまで言ったという。沢村自身はのちに鈴木惣太郎に「わしは慶応が好きやで慶応に行くはずだったのや」と語っているように、慶応への進学を希望していたが、裕福でない家庭の事情に配慮して「進学、職業野球、どちらでもよい」と返事をする。当初、父の賢二は慶応の腰本への恩義や野球を職業とすることの不安から入団に否定的であったが、次第に正力の熱意にほだされて職業野球入りを勧めるようになり、沢村の入団が決まった。職業野球に入って、中学出としては相当に高額の百数十円の給料をもらえることになったが、沢村は「とにかくこのお金で弟たちを上の学校にやってくれ」と手紙を添えて、給料の2/3以上を実家に送金する。これによって、沢村の実家は人並み以上の生活ができるようになった。
のちに、沢村は3度も召集を受けることになるが、これについて学歴が中学校中退であったからという説をとれば、中学校を中退しての職業野球入りは沢村のその後の運命を左右してしまったと言える。戦後のインタビューで、賢二は「栄治は中学校中退だから。もし、卒業していたら、慶大に行っていたら、こんなに何度も（召集が）こなかった。すべては私のせいです。」と涙ながらに繰り返した。

### 巨人の初代エース

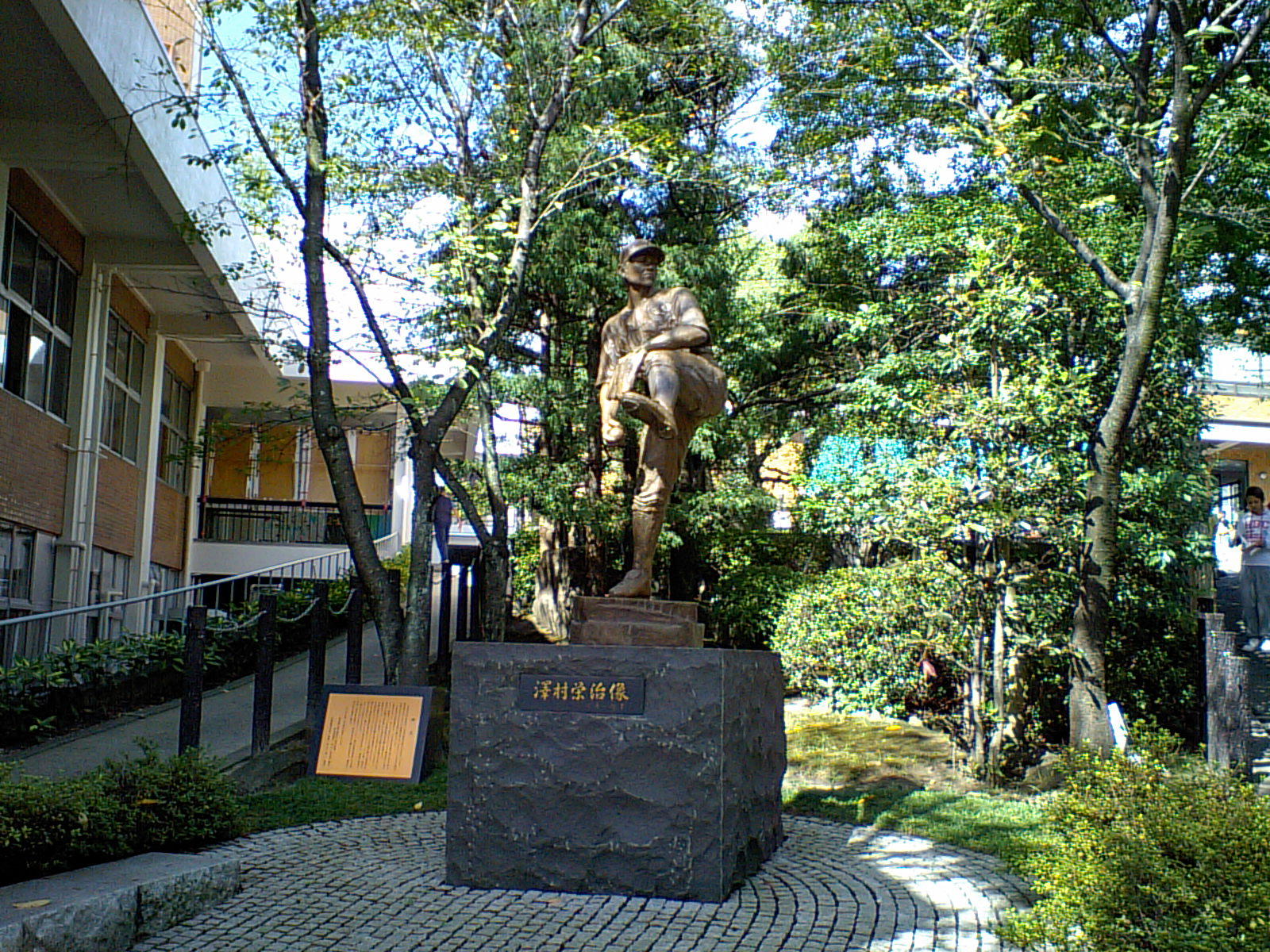
京都学園高等学校敷地内に建立されている沢村の像

1935年2月から7月にかけての大日本東京野球倶楽部（アメリカへの到着時に東京ジャイアンツに改名）の第一次アメリカ遠征に参加。当初は70試合程度を予定していたが、アメリカでの沢村の人気もあって、計画は109試合に拡大した。当時AA（現在のAAA）パシフィックコーストリーグの8球団のほか、アメリカ・カナダ・メキシコ・ハワイを回ってノンプロ・大学・在留邦人のチームと対戦。ジャイアンツはコーストリーグの8球団から挙げた7勝のうち、5勝は沢村の力投によるものであった。そのほか、遠征全体で沢村は21勝8敗1分、313奪三振の戦績を残す。この遠征では、当時未だマイナー（サンフランシスコ・シールズ）にいたジョー・ディマジオとも対戦するが、三振を奪うどころか物凄い本塁打を打たれてしまったという。遠征中に対戦したポートランド・ビーバーズのビジネスマネジャーであるローイ・マック（コニー・マックの次男）からは、沢村本人の希望があればチームで預かってぜひアメリカで大成させたいとの希望が伝えられた。また、遠征の途中のミルウォーキーでは、あるアメリカ人が書類を差し出してきたので、サインを求められたと考えた沢村は気軽にサインするが、実はそのアメリカ人はセントルイス・カージナルスのスカウトで、書類は契約書だったという逸話もある。
同年9月から11月にかけての巨人の国内巡業にも参加。この間、小倉で大連実業と対戦した際に大連のエース谷口五郎から指導を受ける。この指導は沢村の投球に大きな影響を与え、沢村も谷口のことを恩師の一人に数えていた。また、11月3日の藤本定義監督率いる全大宮戦では、5回裏に3安打2四球と乱れて2点を失うなど、1-4で巡業で唯一の敗戦を喫している。巡業通算では、22勝1敗、158回で187三振を奪った。また、打撃でも打率.301を残した。
翌1936年2月から5月にかけての第二次アメリカ遠征では前回ほど調子が上がらず、11勝11敗、防御率4.97に終わった。
職業野球リーグが開始された1936年の夏季リーグより巨人が参戦するが、チームは2勝5敗と苦戦し、沢村も1勝1敗の平凡な成績に終わる。この頃、アメリカ遠征で投手が大切にされるのを見てきた沢村を始めとした投手陣は、監督の藤本定義に反抗的な態度を取っていた。練習にも身を入れず、試合で負けてもヘラヘラし、夜は宴会ばかりの有様だった。特に沢村に関しては、信頼していた初代監督の三宅大輔が内紛によりチームを去っていたことも原因の一つであったらしい。ここで、巨人立て直しのための茂林寺の特訓が行われる。当初、野手陣が猛練習するのを横目に投手陣はのんびり練習見物をしていたが、新人の白石敏男が猛特訓に耐えて死に物狂いで練習する姿を見て、投手陣も心を入れ替えて練習に励むようになった。目が覚めるのが一番早かったのは沢村で、目の色を変えて練習に打ち込むようになり、練習相手だった捕手の中山武によると、特訓の打ち上げの頃には完全に全盛期の水準までコンディションが回復していたという。
秋季リーグでは、9月25日の対大阪タイガース戦で中山武とのバッテリーでプロ野球史上初のノーヒットノーランを達成。タイガース側からノーヒットだけは恥ずかしいから、と何度も言われた中山は、6回頃から景浦将や小島利男らタイガースの打者に、「今度はストレート」「今度はドロップ」と球種を教えたが、それでも打てなかったという。シーズンでは13勝（2敗）防御率1.04（リーグ2位）で最多勝利のタイトルを獲得。同年12月の大阪タイガースとの優勝決定戦では3連投し、巨人に初優勝をもたらした。2010年代になって、この試合を記録した2分程度の動画フィルムが神奈川県で発見され、NHKによる画像修正作業を経て2015年6月11日のNHK総合「クローズアップ現代」で放送された。沢村の投球動画としては唯一のものとなっている。この頃、誰かがピストルの弾丸と沢村の投球の速さを比較して新聞に発表したため、沢村の球はピストルよりも速いなどと言われていた。
翌1937年春季リーグでは、5月1日の対大阪タイガース戦で二度目のノーヒットノーランを記録。この試合では、スピードはもちろんのことすばらしい制球力でタイガース打者の弱点を余すところなく突いて抑え込んだ。このシーズンは巨人と大阪が激しい優勝争いを展開。巨人は首位大阪を1.5ゲーム差の2位で追っていたが、6月26日,27日の最後の直接対決で沢村は右目の負傷を押して2試合連続完投勝利を挙げて首位に立つ。巨人はそのまま僅差で逃げ切って0.5ゲーム差で優勝した。沢村はシーズンではチーム勝利（41勝）の半分を上回る24勝（4敗）、防御率0.81の成績を残して最多勝利と最優秀防御率のタイトルを獲得。さらに、7完封、勝率.857、196奪三振もトップでプロ野球史上初となる投手五冠を達成（1980年代に宇佐美徹也が提唱）。巨人の優勝に大きく貢献し、初代MVP（最高殊勲選手）に選出された。
沢村の速球になすすべもなく敗れた大阪は、監督の石本秀一が打撃練習時に通常のプレートより1メートル前から投手に投げさせる沢村対策の猛練習を行う。この対策のためか、秋季リーグで沢村は大阪に0勝4敗と打ち込まれ、シーズンでも9勝（6敗）防御率2.38（リーグ6位）に留まる。また、同年の大阪との優勝決定戦では、沢村は1勝2敗に終わり、巨人は2勝4敗で大阪に優勝を攫われている。この頃、大阪の豪打者であった景浦将とは良きライバルで、名勝負を繰り広げてファンを沸かせた。

### 二度の応召と職業野球への復帰

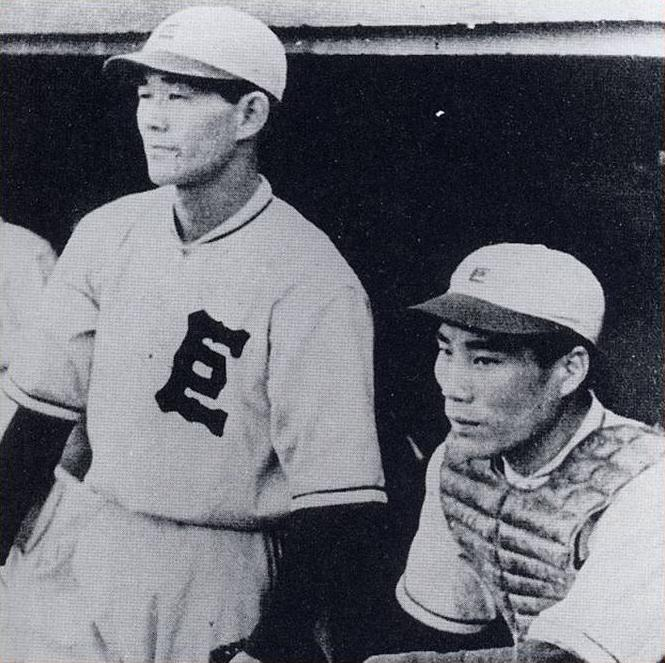
沢村（左）と吉原正喜

しかし、徴兵によって甲種合格の現役兵として、1938年1月10日に帝国陸軍歩兵第33連隊（三重県一志郡久居町）に入営する。大学・高等学校・専門学校に在学中の者は26歳まで入営を猶予されていたため、私立大学の夜間部に籍を置いて入営を回避する職業野球選手（中学校卒業者）が多かったが、京都商業を中退した沢村には入学資格がなかった。入営後まもなく、軽機関銃射手として日中戦争（支那事変）に出征。4月3日に広島を発って、6日には青島に到し、のち武漢作戦や襄東会戦に加わった。中国戦線では、前線では連隊の宣伝材料として手榴弾投げ大会に頻繁に駆り出され、重い手榴弾を多投させられたことから生命線である右肩を痛める。また戦闘では左手に貫通銃創を負い、さらにマラリアにも感染した。
1939年8月に歩兵第33連隊は内地に帰還。1940年初春には野球好きの賀陽宮恒憲王が第33連隊を検閲のために訪問したが、沢村は賀陽宮から直接「沢村君、肩はどうだ？」と声をかけられている。それから1ヶ月もたたない4月9日に除隊となって宇治山田の実家に戻ると、読売新聞は「沢村帰る」との記事を載せた。沢村は巨人に復帰するが、監督の藤本は沢村のコンディション調整を優先し、春のリーグ戦には起用しようとしなかった。そのため、沢村の投球を見たいと希望するファンの声は高まり、登板を促す投書が読売新聞の紙上にも掲載されるほどであった。6月から始まった夏季リーグからようやく沢村は起用され、6月4日の対南海軍戦で復帰後初登板を完投勝利で飾ると、4回目の登板となった7月6日の対名古屋軍戦で自身3度目のノーヒットノーランを達成する。しかし、復帰後はマラリアの発作による高熱で何度か球場で倒れたり、兵役で右肩を痛めたことで速球が投げられなくなっていた。そこで、抜群の制球力と新しく覚えたシュートなど変化球主体でコーナーを丹念に突く技巧派に転向した。
同年のシーズンでは7勝1敗 防御率2.59、翌1941年は9勝5敗 防御率2.05（リーグ15位）と、両年ともスタルヒン・中尾輝三に次ぐ第三投手であった。当時の巨人のエースは同年に38勝を挙げたスタルヒンであったが、沢村はかつて自分の控え投手であったスタルヒンがエース然として振る舞っていることに我慢できず、主将の水原茂に「ボクはまだまだ彼には負けませんよ。やつより速い球を投げて見せます」と言ったこともあった。一方のスタルヒンはエースになっても沢村に話しかけることはなく、いつも沢村の前では小さくなっており、沢村自身も「スタ公」と呼んでいた。
兵役を通じて往年の力は衰えたが、依然として沢村はチーム内では一目置かれるスター選手であった。1941年の春のキャンプが明石で行われた際、宿舎で選手一同が浴衣姿で記念写真を撮ったが、後列で腕を組んで立つ沢村に近寄り難かったらしく誰も隣に立とうとしなかった（結局、誰にも物怖じしない吉原正喜が立った）。一方で、主力打者だった川上哲治・千葉茂以下、選手皆が沢村に声をかけて欲しいと思っていたという。しかし、全然声はかからず、捕手の吉原正喜や若手投手の多田文久三などをかわいがっていた。球団も沢村を厚遇しており、給料は巨人で最高の270円であった。なお、主将の水原茂は230円、四番打者の川上哲治は210円ほどであった。キャンプの宿舎も相部屋が普通だったところ、沢村のみ二階の個室を割り当てられていた。
1941年5月には、大阪の貿易商の一人娘で沢村の全盛期から熱心なファンであった米井良子（または酒井優）と、大阪の大鳥神社で結婚式を挙げる。格式を重んじる米井家の中には、職業野球選手である沢村との結婚に不満を残す者もいたため、参加者も限られるなど貿易会社の令嬢にとっては非常に質素な式であった。
1941年10月に1度目の召集により歩兵第33連隊に戻り、11月15日に名古屋港から出征し、12月12日にフィリピンのミンダナオ島へ到着。この頃から日本は太平洋戦争に突入し、沢村は熱帯雨林の中でアメリカ兵に囲まれたこともあったが、九死に一生を得て帰還した。
1943年1月に沢村は再度巨人に復帰するが、肩と肘の故障でもはやオーバースローで投げることができず、肩への負担が少ないサイドスローに転向した。しかし、既に制球力を大幅に乱していたことで成績を残すことが出来ず、0勝4敗、防御率10.64に終わる。投手としては、7月6日の対阪神戦の出場が最後で、先発数するも3回で8与四死球と2被安打で5失点の乱調で早々に降板となった。公式戦最後の出場は、10月24日の対阪神戦の2-2で迎えた延長11回表に6番・青田昇の代打で登場するが、三邪飛に倒れた。故障による衰えのため戦力にはならなかった一方で、沢村は持ち前の明るい性格で若い選手の兄貴分となり、主将としてチームのまとめ役に回って新人監督の中島治康をよく助けた。
1943年のシーズンが終わると、沢村は妻の実家近くにある川西飛行場の製作工場で職工として働いていた。しかし、1944年1月を過ぎても巨人から次年度の契約の呼び出しが来ないため、上京して巨人の球団事務所を訪ねるが、そこで解雇通告を受ける。その後、産業軍や阪急軍から移籍の話もあり、沢村も一時迷っていたが、鈴木惣太郎から「このまま最後まで巨人の沢村で終わるべき」と諭され現役引退を決める。鈴木は他の仕事を紹介しようとするが、「野球ができないのなら、一生職工でいい」と断った。2月11日に大阪に戻ると、その後、南海軍からも入団の誘いがあったが、固辞している。職業野球の通算成績は63勝22敗、防御率1.74であった。

### 戦死
巨人退団後も、川西飛行場で働きながら妻の実家で暮らしていた。しかし、工場で稼ぐ給料は安く、妻の実家では婿養子のような立場で辛いものがあった中で、沢村なりの意地で「まだ巨人軍に籍はある」と妻に対しては言い続けていたという。
1944年10月2日に2度目の召集を受け、現役兵時代を含め3度目の軍隊生活に入る。この時は襷も掛けず、見送りもなく、父の賢二のみが付き添って京都の歩兵第9連隊に入営した。沢村は巨人から解雇されてさすがに気落ちしており、賢二に「大投手などと煽てられていい気になっていた、わしがあほやったんや」と語ったが、自分を責めるだけで正力や巨人に対する恨みごとは言わず、入営時には笑顔を見せていた。
同年12月2日にフィリピン防衛戦に向かうため、乗船していた軍隊輸送船が、屋久島沖西方の東シナ海でアメリカ海軍潜水艦「シーデビル」により撃沈され、屋久島沖西方で戦死。特進で任陸軍伍長（墓標などでは特進前の兵長表記）。27歳没。

### 戦後の顕彰
戦後の1947年7月9日に巨人は沢村の功績をたたえて背番号14を日本プロ野球史上初の永久欠番に指定した。なお、沢村の退団から永久欠番指定までの間、今泉勝義と坂本茂が巨人の背番号14を使用していた。また、同年に沢村の功績と栄誉を称えて「沢村栄治賞」（沢村賞）が設立され、プロ野球のその年度の最優秀投手に贈られることとなった。
1959年に野球殿堂入り。1966年6月25日に第27回戦没者叙勲により勲七等青色桐葉章追贈。

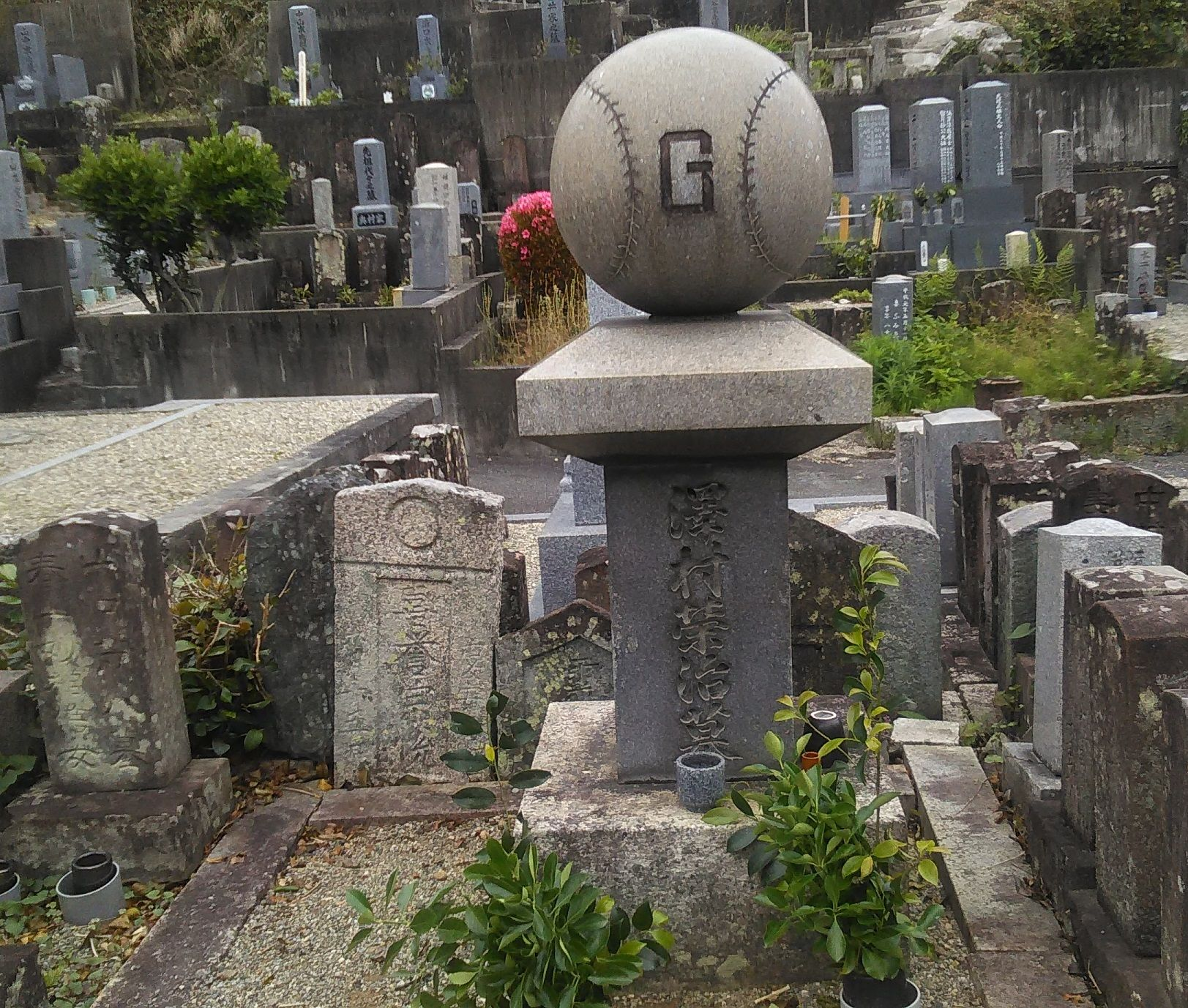
沢村栄治墓碑（伊勢市一誉坊墓地）

東京ドームそばの「鎮魂の碑」に、石丸進一ら太平洋戦争で戦死したプロ野球選手とともに銘記されている。また、故郷に程近い伊勢市岩渕町一誉坊墓地に沢村の墓が建立されており、その墓石はボールを模した形で、前面に巨人の「G」、後面に沢村の背番号「14」が刻まれている。なお、2017年に沢村の墓は縁戚者の事情により「墓じまい」が行われ、現在は記念碑として同墓地に残されている。
なお、2014年3月10日に沢村の故郷である三重県伊勢市の伊勢市倉田山公園野球場で65年ぶりに行われた阪神とのオープン戦において、原辰徳監督はじめ全選手が永久欠番「14」を付け、阪神はOBで沢村と同郷かつ、フィリピン防衛戦における戦死者である西村幸生の背番号「19」を全選手が付けて、沢村の一人娘である酒井美緒の始球式により試合が行われた。
2017年2月1日、生誕100周年を迎えた。伊勢市では「沢村栄治生誕100周年記念事業」を銘打ち、3月20日 - 3月26日には「沢村栄治生誕100周年記念展」が、3月22日には再び倉田山球場で、巨人 - 日本ハムのオープン戦が行われた。この試合でも、巨人は高橋由伸監督はじめ全選手が永久欠番「14」を付けた。
沢村の御霊は御英霊の一人として、靖國神社及び故郷の三重県護国神社に祀られている。

## 伝説の速球投手

### 他の選手による評価

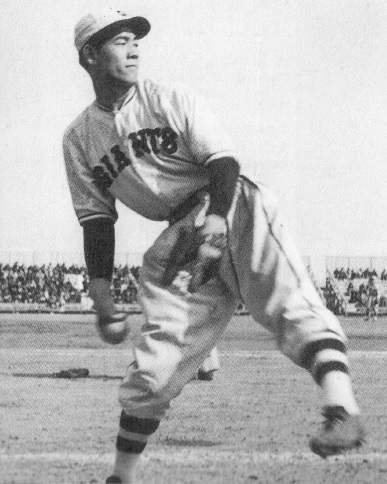
投球する沢村

20世紀に日本プロ野球始まって以来の最高の速球投手は誰かとの話題になった際、様々な人の話を総合すると、沢村が一番速かったとされる。沢村が応召を受けてその全盛期を見ていない、1938年以降に入団した川上哲治・千葉茂らはスタルヒンが速かったと言う。一方で、沢村とスタルヒンの両方を見ている三原脩・水原茂らによると、確かにスタルヒンも速かったが、沢村はそれ以上でボールがグーンとホップしてきたとされる。
一方で、沢村と同じ時代にプレーした苅田久徳は、1989年に行われた別所毅彦との対談にて、沢村の球速について「その当時あれだけの速い球を・・・まあ140（キロ）ちょっとあったかな。145くらいありましたかね。沢村君には悪いけれども、あのくらいの球には慣れてたんだよ、ぼくは。というのは、向こう（アメリカ）に行って127回も試合しているんだ。その間に球の速いピッチャー、いろんなのにぶつかったからね」と語っている。
直球について、小中高と沢村と組んだ捕手の山口千万石曰く「打者の膝元でホップ」し、彼の指を曲げるほどの威力があった。実際に対戦している元大阪タイガースの松木謙治郎も「浮き上がってくるのでバットに当たらない」ということを何度も強調している。

### 速球の再現
沢村の投球を見たことのある千葉茂と青田昇が、ピッチングマシンを相手にバッターボックスに立って沢村の球速を思い出してもらう企画があった。最終的に両者が「これぐらいだった」と感覚で思い出した時のマシーンの速度は165キロであった。もっとも、2人が沢村と初めて公式戦をプレーしたのは、千葉が1940年、青田が1943年であり、1940年の沢村の防御率2.59は8球団中7球団のチーム防御率よりも悪く、青田がプレーした1943年に至っては、沢村はアンダースローとなっており、防御率10.64でオフに解雇される内容であった。元巨人の槙原寛己は、この企画での千葉・青田の球速評価について、「それは目が老化してるだろ」と指摘している。
1999年放送の番組『勇者のスタジアム・プロ野球好珍プレー』の企画では「映像から球速を測定する」として、中京大学教授の湯浅景元の協力で、沢村の球速が159.4キロと再現された。もっとも、この再現時、沢村の映像はキャッチボール時のものしか残っておらず、「プロ野球選手がキャッチボールでは全力の何パーセントの力で投げるかの平均値」から導いた結果である。また湯浅教授は、別媒体でも同様に、プロの投手が軽く投げる際は全力の何%ぐらいで投げているかという傾向から、160.4キロと言っている(2014年5月時点)。
これに対して、永田陽一は著述の資料として当時の野球雑誌を調べていて発見したとして、「沢村の快速球のスピードはどのくらいのものだったのか。プロ野球リーグが始まって2年目、1937年の雑誌は秒速37メートル（時速133キロ）と発表している。科学的計測値とするが、どれくらいの精度かは不明である。」と著述している。
その後、2015年6月11日放送の『クローズアップ現代』において、沢村の試合中の映像が見つかったことが判明したとして特集が組まれた。そこでは写真と違って実際の試合では足をほとんど上げない投球フォームであったことが判明した。そしてBSスポーツ酒場“語り亭”で前出の湯浅景元教授が実際の投球映像を元に速度を計算、「150キロ台から後半は出ていただろう」（計算上は159キロ）と算出された。
しかし、このように160キロ近く出ていた旨を述べている湯浅教授であるが、いずれもマスメディアでの発言であり、学会発表や論文としてそのような分析・算定を発表しているわけではない（そのため、具体的にどのような算定をしているかは不明である）。

## 選手としての特徴

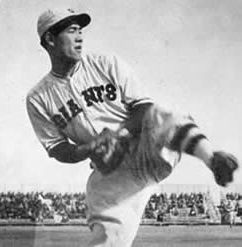
沢村の豪快な足上げフォーム

靴底のスパイクがはっきり見えるほどに脚を高く蹴り上げる独特の投球フォームは、1935年の第一次アメリカ遠征のおり、監督であった三宅大輔の指導により身につけた。物理学のてこの作用を応用する合理的な投球方法で、投球の際にボールを握った右腕を後方にぐんと引くバックスイングと同時に、左足を思い切り高く空中に揚げて、その強い反動を最大限に利用し、鋭くボールを振り抜くことで、それまでの剛速球にさらにスピードが乗り、多大な効果を発揮した。三宅によると、沢村の旧来の投球フォームがこれを利用するに適していたため取り入れたという。また、このフォームはカール・ハッベルを参考にして生み出されたという説がある。
沢村の特徴的な投球フォームは、別所昭を始めその後の投手達が真似したりするなど、後世に影響を与えた。しかし、沢村の同僚であった前川八郎によれば、そのフォームはたまにしか使わなかったという。
球種はドロップ・ナチュラルシュート。全盛期は、直球とドロップだけで打者を圧倒。直球はスピードはもちろんだが、回転数が多く打者の目の前でグッ、グッとホップする感じから、俗に「二段ホップ」と呼ばれた。ドロップはボールが一度跳ね上がってから一気に落ちるもので、落差が激しく「懸河の」ドロップと形容された。ドロップは谷口五郎から捻りのかけ方のコツを学び、威力を増したという。兵役による故障を通じて速球が衰えてからは、新しく覚えたシュートを主体として、制球力を活かして丹念にコーナーを突く技巧派に転向した。
沢村が一番球が速かった頃、（キャッチャーミットのはるか手前の地面である）ホームベース板の前の縁を目標にボールを投げた（そこから球がホップしてストライクゾーンに入る）と、沢村本人が語っていた。戦後の速球投手からの似たような話として、尾崎行雄はキャッチャーのミットではなく少し下の膝をめがけて投げた、堀内恒夫はボールが右手から一本の糸を真っ直ぐ張ったようにキャッチャーのミットをめがけて飛んでいった、という話が伝わっている。

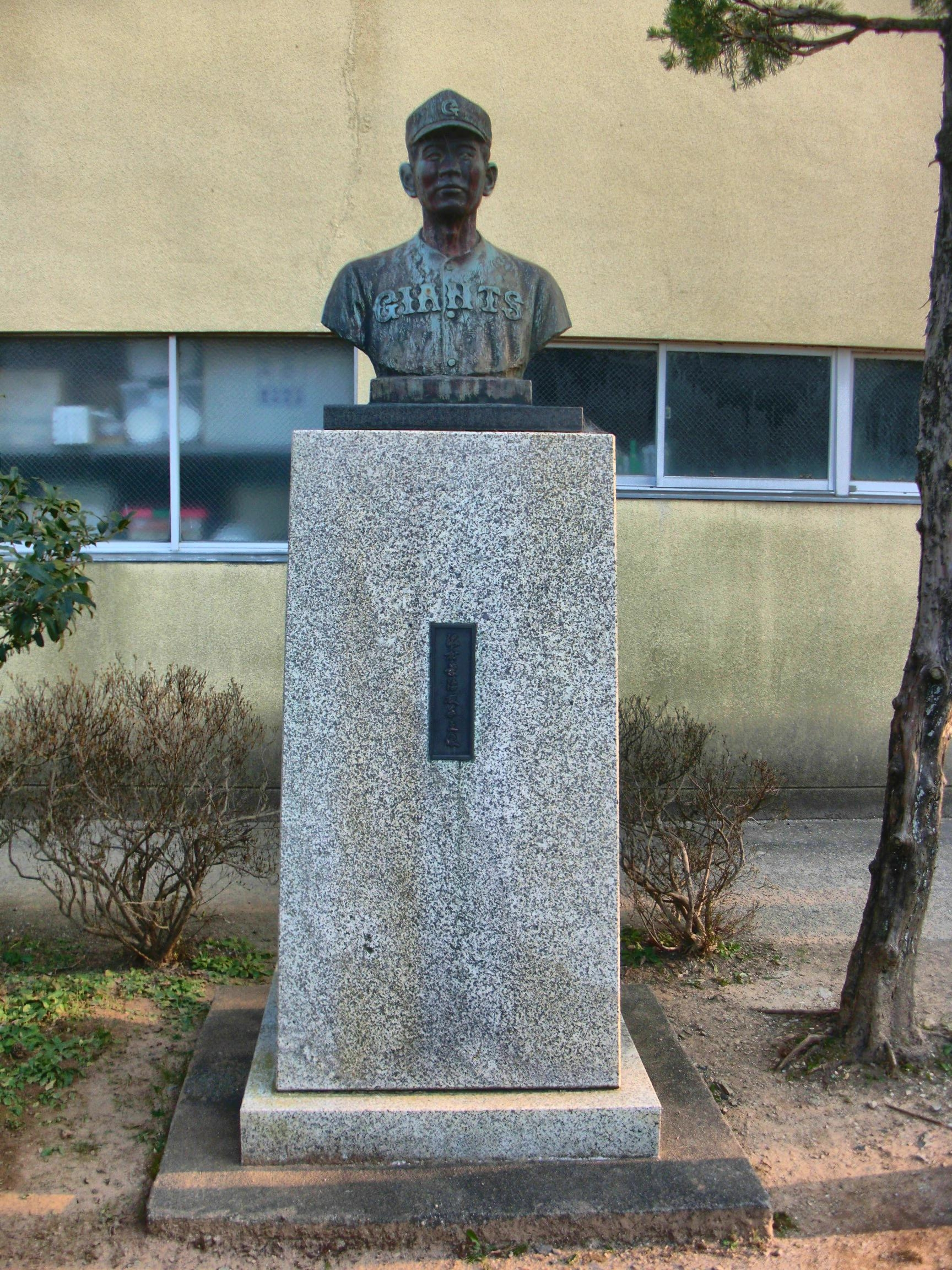
故郷・伊勢の倉田山公園球場前に建立されている沢村の像

## 人物
当時の巨人は入団順が序列の基本であったこともあるが、年上のチームメイトに対しても遠慮することはなく、大学出で10歳近く年上の水原茂をおミズ、中島治康を班長と呼んでいた。
「わしは、まっつぐ（まっすぐ）が好きや」を口癖にしており、妻にその言葉をよく言っていた。全盛期には速球に圧倒的な自信があり、監督の藤本定義がいくら打者の欠点を教えても、沢村は無関心で「そんなものいりません。真ん中へ投げておけば打たれっこないですから」と言ったという。
1940年の暮れ、軍隊への入営が近づいていた弟に、手紙で「人に負けるな。どんな仕事をしても勝て。しかし、堂々とだ。苦しい、そして誰にも言えない事はこの俺に言ってくれ。」と述べたという。また、普段は無口な人柄であったが、1944年に娘が誕生した際には、大喜びしてはしゃぎまわった。その数ヶ月後、妻へ宛てられた最期の手紙には、「生きて帰れたらいい父親になる。」と書かれていたという。長女は現在愛媛県の八幡浜市に在住。
酒や麻雀は全くやらず、将棋が趣味だった。水原茂・永沢富士雄ら年上のチームメイトとよく指し、戦法は中飛車専門であった。

### アメリカ遠征での逸話
アメリカ遠征の折、人気者であった沢村は、サインを次々と書かなければならなくなり、次第に自身の名前を書くのに飽きてしまった。そのため、漢字の通じないアメリカ人が相手ということもあり、当時の人気女優であった「田中絹代」の名前をたびたび書いていた。また、酔っ払いからサインを強要されたときには、「馬鹿野郎」と書いたこともあったという。
アメリカ遠征の休日に、現地の日本人に連れられて選手たちは遊園地に遊びに行っていた。遊園地の中に的あてゲーム（綿が入ったボールを投げて6-7m先の標的に当て、当たった数で賞品が与えられる）があった。しかし、本物の野球ボールとは重さが違うため、選手たちはうまく標的に当てられず賞品にありつけなかった。沢村も最初はうまくいかなかったが、そのうち綿ボールを投げるコツを掴んで、標的に百発百中で当てるようになり賞品を独占してしまった。

## 切手
現在までに沢村の切手が2度発行されている。まず1984年に日本プロ野球50周年記念切手3種のうち、「投手」と題する切手が沢村である。公式には沢村と発表されていないが、“GIANTS”のユニフォームを着た独特のフォームの投手であるため、モデルが沢村と確認できる。次に2000年に発行された特殊切手「20世紀デザイン切手」の第8集では、沢村の切手だけでなくシートの余白にも沢村の雄姿が大きく描かれている。

## 詳細情報

### 年度別投手成績
| 年 度     | 球 団     | 登 板 | 先 発 | 完 投 | 完 封 | 無 四 球 | 勝 利 | 敗 戦 | セ 丨 ブ | ホ 丨 ル ド | 勝 率 | 打 者 | 投 球 回 | 被 安 打 | 被 本 塁 打 | 与 四 球 | 敬 遠 | 与 死 球 | 奪 三 振 | 暴 投 | ボ 丨 ク | 失 点 | 自 責 点 | 防 御 率 | W H I P |
| --------- | --------- | ----- | ----- | ----- | ----- | -------- | ----- | ----- | -------- | ----------- | ----- | ----- | -------- | -------- | ----------- | -------- | ----- | -------- | -------- | ----- | -------- | ----- | -------- | -------- | ------- |
| 1936夏    | 巨人      | 4     | 2     | 1     | 0     | 0        | 1     | 1     | --       | --          | .500  | 73    | 17.0     | 16       | 1           | 5        | --    | 0        | 11       | 0     | 0        | 12    | 4        | 2.12     | 1.24    |
| 1936秋    | 巨人      | 15    | 10    | 10    | 3     | 0        | 13    | 2     | --       | --          | .867  | 483   | 120.1    | 63       | 0           | 58       | --    | 2        | 112      | 0     | 1        | 24    | 14       | 1.05     | 1.01    |
| 1937春    | 巨人      | 30    | 24    | 24    | 7     | 2        | 24    | 4     | --       | --          | .857  | 938   | 244.0    | 138      | 2           | 68       | --    | 2        | 196      | 0     | 0        | 47    | 22       | 0.81     | 0.84    |
| 1937秋    | 巨人      | 20    | 17    | 12    | 3     | 1        | 9     | 6     | --       | --          | .600  | 575   | 140.0    | 99       | 1           | 53       | --    | 1        | 129      | 3     | 0        | 50    | 37       | 2.38     | 1.09    |
| 1940      | 巨人      | 12    | 12    | 7     | 1     | 0        | 7     | 1     | --       | --          | .875  | 325   | 79.1     | 44       | 1           | 47       | --    | 1        | 31       | 0     | 0        | 26    | 23       | 2.59     | 1.15    |
| 1941      | 巨人      | 20    | 18    | 11    | 6     | 2        | 9     | 5     | --       | --          | .643  | 606   | 153.2    | 108      | 3           | 58       | --    | 2        | 73       | 2     | 0        | 37    | 35       | 2.05     | 1.08    |
| 1943      | 巨人      | 4     | 3     | 0     | 0     | 0        | 0     | 3     | --       | --          | .000  | 63    | 11.0     | 17       | 0           | 12       | --    | 0        | 2        | 0     | 0        | 17    | 13       | 10.64    | 2.64    |
| 通算：5年 | 通算：5年 | 105   | 86    | 65    | 20    | 5        | 63    | 22    | --       | --          | .741  | 3063  | 765.1    | 485      | 8           | 301      | --    | 8        | 554      | 5     | 1        | 213   | 148      | 1.74     | 1.03    |

- 各年度の太字はリーグ最高

### タイトル
- 最多勝利：2回 （1936年秋、1937年春）
- 最優秀防御率：1回 （1937年春）
- 最多奪三振：2回 （1937年春、1937年秋）※当時連盟表彰なし
- 最高勝率：1回 （1937年春）

### 表彰
- 最高殊勲選手（MVP）：1回（1937年春）
- 野球殿堂特別表彰（1959年）

### 記録
- ノーヒットノーラン：3回 ※NPBタイ記録。他に外木場義郎が記録
  - 1936年9月25日、対大阪タイガース戦、阪神甲子園球場 ※史上初
  - 1937年5月1日、対大阪タイガース戦、洲崎球場 ※史上2度目
  - 1940年7月6日、対名古屋軍戦、阪急西宮球場 ※史上8度目
- 年間最多奪三振：325個（1937年） ※1リーグ時代記録[注釈 6]。1955年に金田正一が更新（350個）[79]
- 1試合最多奪三振：15個。1937年10月2日、対イーグルス戦 ※1リーグ時代タイ記録。1958年に土橋正幸が更新（16個）[80]

### 背番号
- 17 （1935年）
- 14 （1936年 - 1937年、1940年 - 1941年、1943年） ※1947年に永久欠番に指定

## 関連情報

### 作品
- ホーム社『その時歴史が動いた コミック版 感動スポーツ編』所収
  - 「世紀の対決沢村対ベーブ・ルース—日本プロ野球誕生の時」鴨林源史 作画
  - 「プロ野球を作った男たち—昭和10年アメリカ遠征記」渡辺和幸 作画
- 『報知グラフ 別冊 巨人軍栄光の40年』、報知新聞社、1974年
- 鈴木惣太郎『不滅の大投手 沢村栄治』、恒文社、1975年
- 『日本プロ野球 歴代名選手名鑑』、恒文社、1976年
- 千葉茂『巨人軍の男たち』、東京スポーツ新聞社、1984年
- 宇佐美徹也『プロ野球記録大鑑』、講談社、1993年
- 青田昇『サムライ達のプロ野球』、ぱる出版、1994年
- 小学館『ザ☆ドラえもんズ スペシャル』第10巻所収、2002年
  - 「天才投手の教え」原作 - 藤子・F・不二雄、シナリオ - 宮崎まさる、作画 - 三谷幸広
- 『ジャイアンツ栄光の70年』、ベースボールマガジン社、2004年
- 澤宮優『後楽園球場のサムライたち』、現代書館、2006年
- 『巨人軍5000勝の記憶』 読売新聞社、ベースボールマガジン社、2007年。ISBN 9784583100296。p.13 日本プロ野球初の無安打無失点、「最速150〜160km/h説」、p.14 1936年の優勝決定戦

### 伝記
- 山際康之『兵隊になった沢村栄治』ちくま新書、2016年
- 太田俊明『沢村栄治 裏切られたエース』文春新書、2021年

## 沢村栄治を演じた人物
- 池部良 - 『不滅の熱球』（1955年、東宝）